# Jambaló
Jambaló é um município da Colômbia, localizado no departamento de Cauca.